# 불화 (사회)
불화(feud)는 종종 사회 집단, 특히 가족이나 씨족 간의 장기적인 논쟁이나 싸움이다. 불화는 한 당사자가 다른 당사자에 의해 공격, 모욕, 부상 또는 기타 부당한 대우를 받았다고 인식하기 때문에 시작된다. 강렬한 원한은 초기 보복을 유발하고, 이로 인해 상대방은 크게 분노하고 복수심을 느끼게 된다. 이후 분쟁은 장기간에 걸친 보복 폭력의 악순환으로 촉발된다. 이러한 지속적인 도발과 보복의 순환은 일반적으로 불화를 평화적으로 끝내는 것을 극도로 어렵게 만든다. 불화는 여러 세대에 걸쳐 지속될 수 있으며 극단적인 폭력 행위로 이어질 수 있다. 이는 가족의 명예를 바탕으로 한 사회적 관계의 극단적인 결과로 해석될 수 있다. 마피아 전쟁은 둘 이상의 경쟁 가족이 서로 공개 전쟁을 시작하여 서로의 사업을 파괴하고 가족을 암살하는 시간이다. 폭도 전쟁은 일반적으로 관련된 모든 사람에게 재앙이며 가족의 흥망성쇠로 이어질 수 있다.
근대 초기까지 불화는 합법적인 법적 수단으로 간주되었으며 어느 정도 규제되었다. 예를 들어, 몬테네그로 문화에서는 이를 "krvna osveta"라고 부르는데, 이는 "피의 복수"를 의미하며, 암묵적이지만 매우 중요한 규칙이 있었다. 알바니아 문화에서는 "gjakmarrja"라고 불리며 일반적으로 여러 세대에 걸쳐 지속된다. 부족 사회에서 혈통은 혈통의 실천과 결합되어 인류학자 맥스 글럭만(Max Gluckman)이 자신의 기사 "불화 속의 평화'(1955년)에서 이를 기술했다.

## 같이 보기
- 대립 (프로레슬링)
- 자구행위
- 수단 민족 갈등
- 전사